# Karyopse

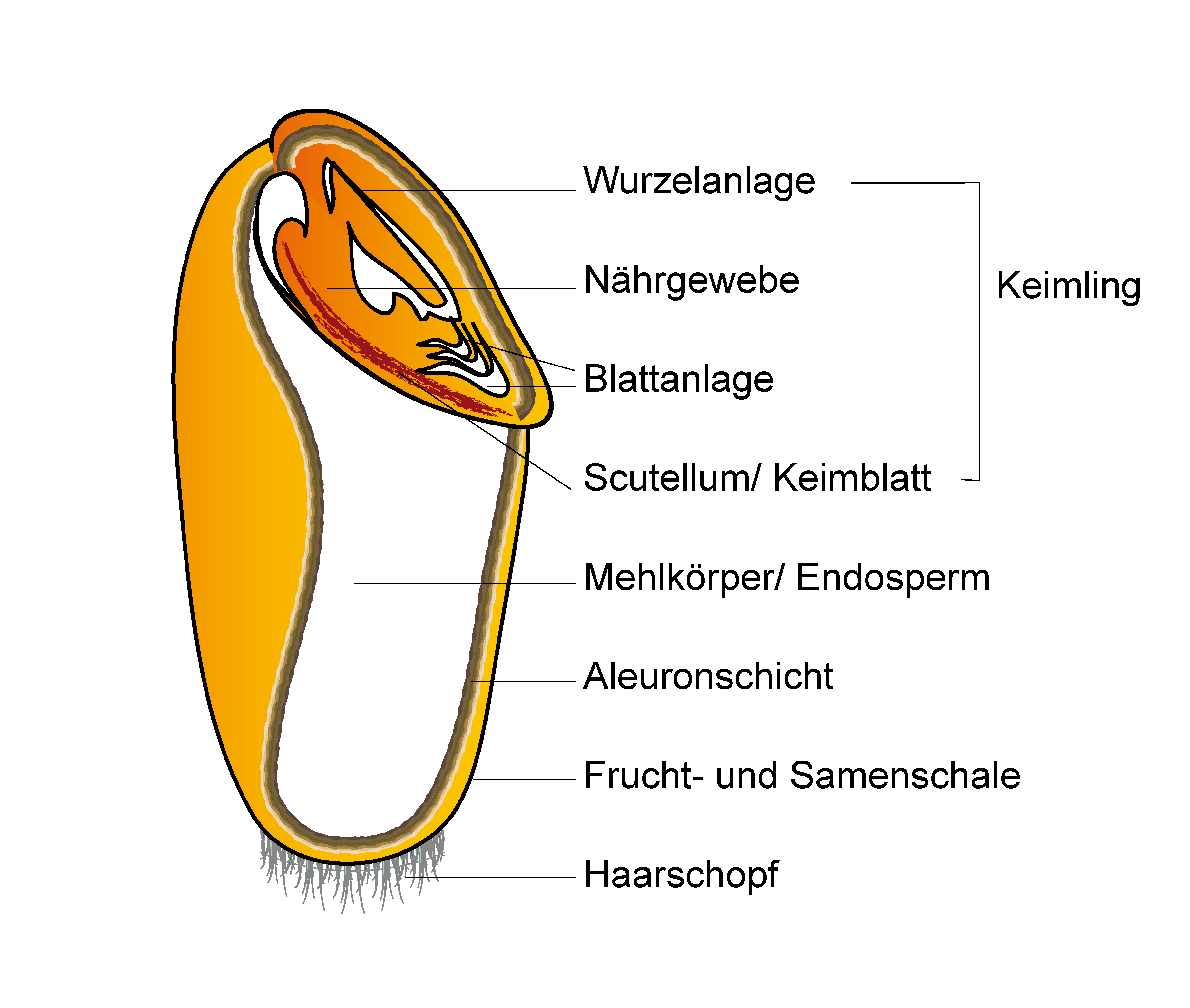
Karyopse des Weizenkorns

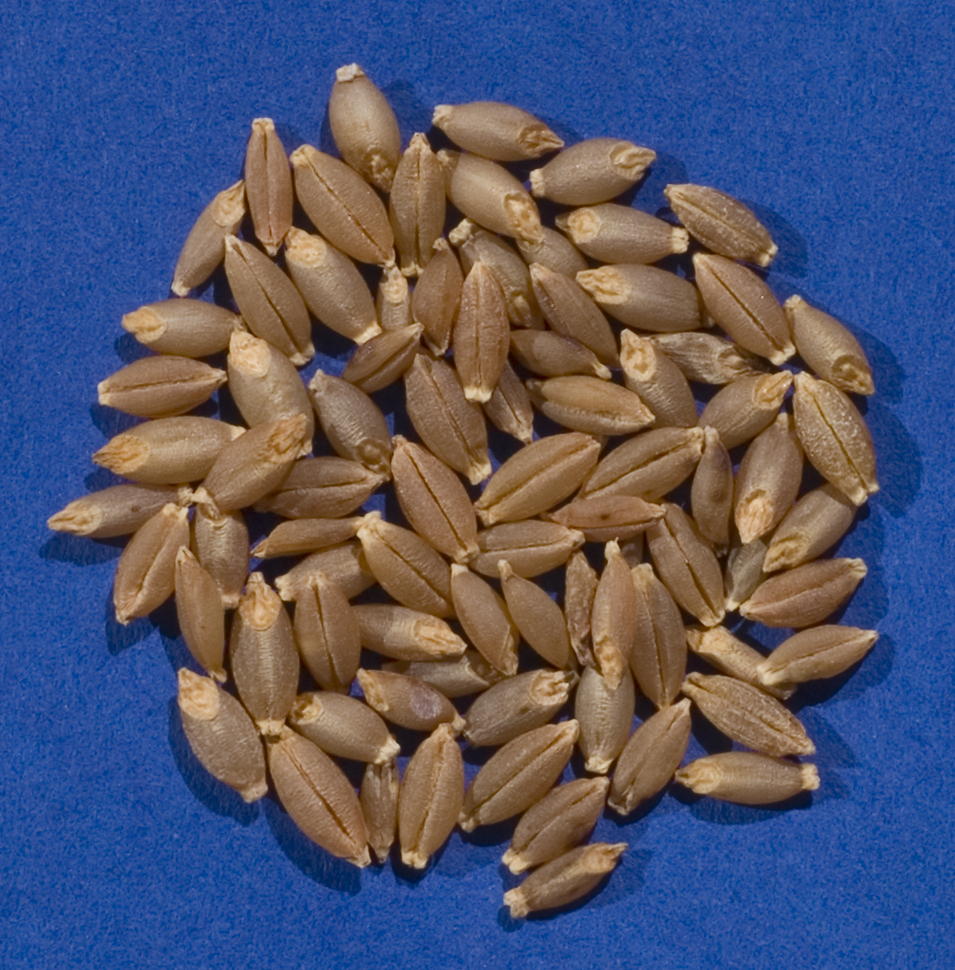
Karyopse, Nacktgerste

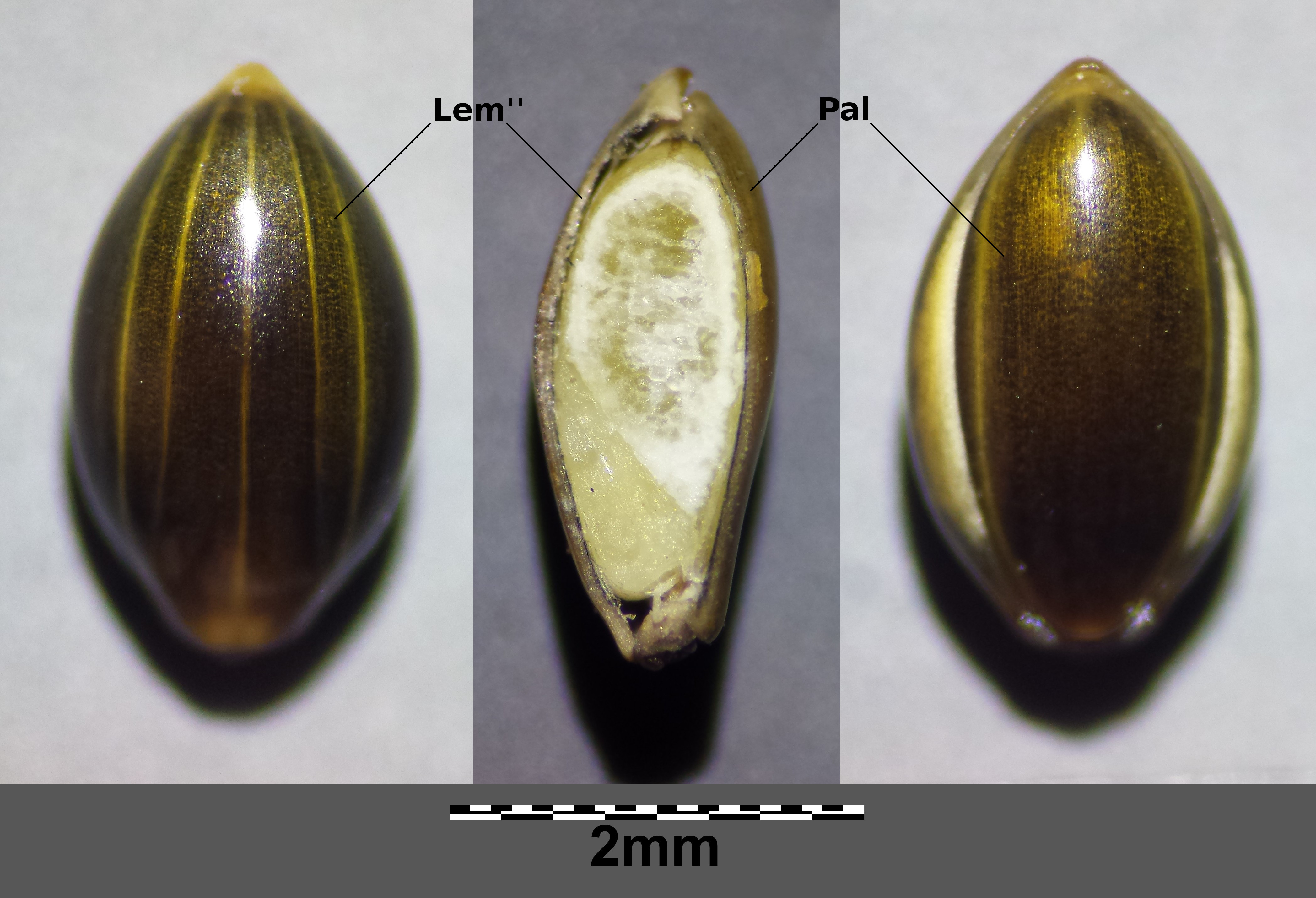
Spelzfrucht der Unkraut-Hirse (Panicum miliaceum subsp. ruderale), unter der Vor- und Deckspelze sieht man die aufgeschnittene Karyopse

Als Karyopse (auch Cariopse) oder Korn, Getreidekorn und Cerealie werden einsamige, nussähnliche Schließfrüchte der Gräser bezeichnet, die aus einem oberständigen Gynoeceum entstanden sind und bei denen die Samenschale mit dem dünnwandigen Perikarp verwachsen und unlösbar ist. Im Gegensatz dazu ist die ähnliche Achäne nur an einem Punkt mit dem Perikarp verwachsen. Die Frucht wirkt dadurch wie ein Samen, ist jedoch aus botanischer Sicht eine Frucht. Sie zählt zu den Körnerfrüchten, die Karyopse liegt in der Spelzfrucht, einer Scheinfrucht, die durch die mehr oder weniger starke Umklammerung, Verwachsung der Karyopse mit der Vor- und Deckspelze entsteht.
Bei der Hiobsträne liegt die ganze Spelzfrucht in der Schlauchfrucht (Utriculus).
Unter der Samenschale und dem Perikarp liegt das von der Aleuronschicht umgebene Nährgewebe (der Mehlkörper), das aus großen, dünnwandigen, mit Stärkekörnern gefüllten Zellen umgeben von Klebereiweiß besteht. Im unteren Teil der Karyopse befindet sich der Embryo, der durch ein schildförmiges Organ, das Scutellum, mit dem Nährgewebe verbunden ist.
Die Bezeichnung für diese Fruchtform stammt von L. C. Richard und leitet sich vom griechischen ϰάρυον káryon für „Nuss“ oder „Kern“ und ὄψις ópsis für „Aussehen“ ab.